# Хечбек
Хечбек (енгл. hatchback, hatch – отвор и back – задњи део, позади, назад) је назив аутомобила са једним или два реда седишта, код кога је засечен задњи део на коме се налазе трећа или пета врата пртљажног простора која се отварају нагоре заједно са задњим стаклом. Хечбек може да има други ред седишта на расклапање, која се спуштају у унутрашњости возила, ради стварања што већег пртљажног простора.
Хечбек верзије се углавном користе у малим и градским аутомобилима и код аутомобила ниже средње (компактне) класе са троја или петора врата, где је пртљажни простор смештен унутар кабине иза задњих седишта. Овај тип каросерије имају Шкода фабија, Форд фијеста, Фијат пунто, Дачија сандеро, Ситроен Ц3, Пежо 208, Лада самара, Југо флорида, Фолксваген голф, Тојота аурис, BMW серије 1, Алфа Ромео ђулијета, Мерцедес А класе и други.
Сама реч хечбек сугерише да се ради о скраћеном задњем делу каросерије у односу на лимузину или караван. Први аутомобили са хечбек верзијом појавили су се још тридесетих година 20. века, најпознатији такав је био Ситроен траксион авант. Први пут појам хечбек датира из седамдесетих година 20. века према речнику Меријам-Вебстера.

## Галерија
- Ситроен траксион авант
- Алфа Ромео 147
- Сеат ибица
- BMW серије 1